# Wolfgang Staudte
Wolfgang Staudte est un acteur, réalisateur et scénariste allemand, né le 9 octobre 1906 à Sarrebruck (Empire allemand), et mort le 19 janvier 1984 à Maribor (Yougoslavie).
Après 1945, Staudte s'intéresse également à la culpabilité allemande au cinéma. Aux côtés d'Helmut Käutner, il était considéré comme le seul réalisateur allemand d'après-guerre qui, après 1945, pouvait se prévaloir d'un cinéma artistique continu très éloigné de Heimatfilm et de la suppression de l'histoire. Les films de Staudte étaient synonymes de cinéma politiquement engagé ainsi que d'artisanat professionnel, d'art cinématographique et de (bon) divertissement à vocation sociale.

## Biographie
Wolfgang Staudte est un cinéaste apprécié un temps par le régime est-allemand, mais finit par passer à l'ouest à la suite de démêlés avec la bureaucratie.

## Filmographie

### Acteur
- 1929 : Ins Blaue hinein de Eugen Schüfftan
- 1930 : L'Ange bleu (Der Blaue Engel) de Josef von Sternberg : un élève
- 1930 : À l'Ouest, rien de nouveau (All Quiet on the Western Front) de Lewis Milestone
- 1931 : Gassenhauer de Lupu Pick : Gustav
- 1932 : La Mort qui rôde (Geheimnis des blauen Zimmers) d'Erich Engels : Frank Färber
- 1932 : Tannenberg (de) de Heinz Paul : le hussard Franke
- 1933 : La Chorale de Leuthen (Der Choral von Leuthen) de Carl Froelich : le brigadier saxon
- 1933 : Retour au bonheur (Heimkehr ins Glück) de Carl Boese : Phillip, le secrétaire de Gruber
- 1933 : La Grande-Duchesse Alexandra (de) (Großfürstin Alexandra) de Wilhelm Thiele : Un réfugié
- 1934 : Die Bande vom Hoheneck de Hans F. Wilhelm (de) : Wulff
- 1934 : Schwarzer Jäger Johanna (de) de Johannes Meyer
- 1934 : Pechmarie d'Erich Engels
- 1936 : Suzanne au bain (Susanne im Bade) de Jürgen von Alten : l'écolier Fritz
- 1936 : Plus fort que la loi (Stärker als Paragraphen) de Jürgen von Alten : l'ami de la fille du portier
- 1936 : L'Empereur de Californie (Der Kaiser von Kalifornien) de Luis Trenker : un habitant de San Francisco
- 1937 : Togger de Jürgen von Alten : un gréviste
- 1937 : Gare centrale (Gleisdreieck) de Robert A. Stemmle : le conducteur de métro
- 1938 : Au gré du vent (Spiel im Sommerwind) de Roger von Norman (de) : l'employé de la station-service
- 1938 : Mordsache Holm (de) d'Erich Engels : un agent
- 1938 : Ziel in den Wolken de Wolfgang Liebeneiner
- 1938 : En fils de soie (Am seidenen Faden) de Robert A. Stemmle : un ouvrier d'Hellwerth
- 1938 : Pour le mérite de Karl Ritter : le lieutenant Ellermann
- 1938 : Lauter Lügen (de) de Heinz Rühmann : le barman
- 1939 : Légion Condor (de) (Legion Condor) de Karl Ritter
- 1939 : Drei Unteroffiziere de Werner Hochbaum : l'adjudant Kern
- 1939 : Die fremde Frau de Roger von Norman (de) : Teini
- 1939 : Équipage de gloire (D III 38) de Herbert Maisch : un officier de marine
- 1939 : Das Gewehr über de Jürgen von Alten : le sous-officier Schmidt
- 1939 : L'Océan en feu (Brand im Ozean) de Günther Rittau : Ronny, l'ajusteur-mécanicien
- 1940 : De son premier mariage (Aus erster Ehe) de Paul Verhoeven : un invité à la soirée de Stahlschmidt
- 1940 : La Lune de miel de Beate (Beates Flitterwoche) de Paul May : le peintre
- 1940 : Le Juif Süss (Jud Süß) de Veit Harlan : l'ami de Fabers
- 1941 : Blutsbrüderschaft de Philipp Lothar Mayring : l'orateur
- 1941 : En selle pour l'Allemagne (...reitet für Deutschland) d'Arthur Maria Rabenalt : l'agent de police Rebenschütz
- 1941 : Les Garçons (de) (Jungens) de Robert A. Stemmle : le jeune pêcheur du village
- 1941 : Le Musicien errant (Friedemann Bach) de Traugott Müller (de) : le musicien chez Philipp Emanual Bach
- 1941 : Un cœur en permission (Sechs Tage Heimaturlaub) de Jürgen von Alten : le joueur de skat
- 1942 : Le Grand Match (de) (Das Große Spiel) de Robert A. Stemmle : Fritz Eysoldt
- 1958 : Sérénade au canon (Pezzo, capopezzo e capitano) de lui-même : non crédité

### Réalisateur

#### Cinéma
- 1933 : Jeder hat mal Glück (court-métrage de 20')
- 1936 : Zwischen Sahara und Nürburgring (documentaire)
- 1937 : Deutsche Siege in drei Erdteilen (documentaire)
- 1941 : Ins Grab kann man nichts mitnehmen
- 1943 : Bonjour l'acrobate (de) (Akrobat Schööön!)
- 1944 : Der Mann, dem man den Namen stahl (de)
- 1944 : J'ai rêvé de toi (de) (Ich habe von dir geträumt)
- 1945 : Das Mädchen Juanita (de)
- 1946 : Les assassins sont parmi nous (Die Mörder sind unter uns)
- 1948 : L'Étrange aventure de Monsieur Fridolin B. (de) (Die Seltsamen Abenteuer des Herrn Fridolin B.)
- 1949 : J'ai trahi Hitler (Rotation)
- 1949 : Schicksal aus zweiter Hand (de)
- 1951 : L'Inconnue des cinq cités (A Tale of Five Cities), coréalisation
- 1951 : Le Sujet de Sa Majesté (Der Untertan)
- 1952 : Panique au zoo (de) (Gift im Zoo)
- 1953 : L'Histoire du petit Muck (Die Geschichte vom kleinen Muck)
- 1954 : Leuchtfeuer (de)
- 1955 : Ciske, face de rat (de) (Ciske – ein Kind braucht Liebe), coréalisation
- 1955 : Mère Courage  (film inabouti)
- 1957 : Rose (Rose Bernd)
- 1958 : Madeleine et le légionnaire (de) (Madeleine und der Legionär)
- 1958 : Sérénade au canon (Pezzo, capopezzo e capitano)
- 1958 : La Muselière (de) (Der Maulkorb)
- 1959 : Des roses pour le procureur (Rosen für den Staatsanwalt)
- 1960 : Je ne voulais pas être un nazi (Kirmes)
- 1960 : Le Dernier Témoin (Der letzte Zeuge)
- 1962 : Les Années heureuses (de) (Die glücklichen Jahre der Thorwalds)
- 1963 : L'Opéra de quat'sous (Die Dreigroschenoper)
- 1964 : Herrenpartie
- 1964 : L'Agneau (de) (Das Lamm)
- 1966 : Escrocs d'honneur (Ganovenehre)
- 1968 : Petits Secrets (de) (Heimlichkeiten)
- 1970 : Ces messieurs aux gilets blancs (Die Herren mit der weißen Weste)
- 1971 : Piège pour un évadé (de) (Fluchtweg St. Pauli – Großalarm für die Davidswache)
- 1978 : Entre les rails (de) (Zwischengleis)

#### Télévision
- 1962 : Die Rebellion, téléfilm
- 1966 : Der Fall Kapitän Behrens, téléfilm
- 1968 : Die Klasse, téléfilm
- 1970 : Die Gartenlaube, téléfilm
- 1970 : Der Kommissar, série télévisée
- 1971 : Le Loup des mers (de) (Der Seewolf), feuilleton télévisé
- 1972 : Verrat ist kein Gesellschaftsspiel, téléfilm
- 1972 : Marya Sklodowska-Curie. Ein Mädchen, das die Welt veränderte, téléfilm
- 1973 : Nerze nachts am Straßenrand (de), téléfilm
- 1974 : Ein fröhliches Dasein, téléfilm
- 1975 : Lehmanns Erzählungen (de), téléfilm
- 1975 : Schließfach 763, téléfilm
- 1975 : L'Appel de l'or (Lockruf des Goldes), téléfilm
- 1976 : Um zwei Erfahrungen reicher, téléfilm
- 1976 : Prozeß Medusa, téléfilm
- 1978 : Der Eiserne Gustav, feuilleton télévisé
- 1978 : Feuerwasser, téléfilm
- 1978 : L'Or des Incas (Das verschollene Inka-Gold), téléfilm
- 1982 : Les Pawlak (Die Pawlaks - Eine Geschichte aus dem Ruhrgebiet), série télévisée
- 1983 : Nordlichter: Geschichten zwischen Watt und Wellen, série télévisée
- 1983 : Quatre espions dans la place (Satan ist auf Gottes Seite), téléfilm
- 1984 : Der eiserne Weg (de), série télévisée
- 1984 : Der Snob, téléfilm

### Scénariste
- 1933 : Jeder hat mal Glück
- 1936 : Zwischen Sahara und Nürburgring
- 1937 : Deutsche Siege in drei Erdteilen
- 1941 : Ins Grab kann man nichts mitnehmen
- 1942 : Aus eins mach' vier
- 1943 : Bonjour l'acrobate (de) (Akrobat Schööön!)
- 1946 : Les assassins sont parmi nous (Die Mörder sind unter uns)
- 1948 : L'Étrange aventure de Monsieur Fridolin B. (de) (Die Seltsamen Abenteuer des Herrn Fridolin B.)
- 1949 : J'ai trahi Hitler (Rotation)
- 1949 : Schicksal aus zweiter Hand (de)
- 1951 : Le Sujet de Sa Majesté (Der Untertan)
- 1953 : L'Histoire du petit Muck (Die Geschichte vom kleinen Muck)
- 1954 : Leuchtfeuer (de)
- 1955 : Ciske, face de rat (de) (Ciske – ein Kind braucht Liebe)
- 1958 : Sérénade au canon (Pezzo, capopezzo e capitano)
- 1960 : Je ne voulais pas être un nazi (Kirmes)
- 1962 : Die Rebellion, téléfilm
- 1963 : L'Opéra de quat'sous (Die Dreigroschenoper)
- 1968 : Petits Secrets (de) (Heimlichkeiten)
- 1970 : Die Gartenlaube, téléfilm
- 1984 : Der Snob, téléfilm

## Distinctions

### Récompenses
- Festival international du film de Locarno 1954 : Léopard d'or pour J'ai trahi
- Mostra de Venise 1955 : Lion d'argent, Mention spéciale du Prix OCIC pour François le Rat
- Prix de l'Académie du Cinéma Allemand 1975 : Prix d'honneur pour sa carrière

### Sélections et nominations
- Mostra de Venise 1947 : en compétition pour le Grand Prix International pour Les Assassins sont parmi nous
- Festival international du film de Locarno 1954 : Léopard d'or pour J'ai trahi Hitler
- Festival de Cannes 1957 : en compétition pour la Palme d'or pour Rose
- Berlinale 1960 : en compétition pour l'Ours d'or pour Je ne voulais pas être un nazi
- Festival de Cannes 1961 : en compétition pour la Palme d'or pour Le Dernier témoin
- Berlinale 1964 : en compétition pour l'Ours d'or pour Herrenpartie
- Prix de l'Académie du Cinéma Allemand 1989 : nomination au Prix spécial du 40e anniversaire de la RFA pour Des roses pour le procureur